# 리비에라 (드라마)
《리비에라》(영어: Riviera)는 2017년부터 현재까지 방영된 영국의 텔레비전 드라마이다.